# 棕海龍
棕海龍（学名：Syngnathus fuscus），為輻鰭魚綱棘背魚目海龍魚科的其中一種，分布於西大西洋區，從加拿大聖羅倫斯灣至墨西哥灣西北部海域，棲息深度5-366公尺，體長可達33公分，棲息在海草床。